# Município de Chester (condado de Geauga, Ohio)
Localização do Ohio nos E.U.A.
O município de Chester (em inglês: Chester Township) é um local localizado no condado de Geauga no estado estadounidense de Ohio. No ano 2010 tinha uma população de 10255 habitantes e uma densidade populacional de 168,37 pessoas por km².

## Geografia
O município de Chester encontra-se localizado nas coordenadas 41° 32′ 09″ N, 81° 20′ 27″ O. Segundo a Departamento do Censo dos Estados Unidos, o município tem uma superfície total de 60.91 km², da qual 60.58 km² correspondem a terra firme e (0.53%) 0.32 km² é água.

## Demografia
Segundo o censo de 2010, tinha 10255 pessoas residindo no município de Chester. A densidade de população era de 168,37 hab./km².